# Jacob ter Veldhuis
Jacob ter Veldhuis (Westerlee, 14 november 1951), veelal werkend (met name in de VS) onder het pseudoniem JacobTV, is een Nederlandse avant-popcomponist.

## Biografie
Jacob ter Veldhuis groeide op met klassieke muziek, maar begon zijn carrière als rockmuzikant. Naast het spelen in verschillende rockformaties, waaronder de band van Herman Brood toen deze nog niet bekend was, studeerde hij van 1971 tot 1976 fluit, hoorn en AMV (Algemene Muzikale Vorming) aan het Prins Claus Conservatorium te Groningen.
Al snel besefte hij meer de persoon te zijn om muziek te schrijven dan om het uit te voeren en van 1973 tot 1980 studeerde hij, naast wat hij al studeerde, compositie bij Willem Frederik Bon en elektronische muziek bij Luctor Ponse. Hij was daar op dat moment de enige compositiestudent.
Een keerpunt in zijn carrière was de toekenning van de Prijs voor Compositie in 1980, uitgereikt op het conservatorium. Sindsdien is hij zich fulltime op het componeren gaan richten.
In de jaren 80 brak hij door met welluidende composities zoals Symfonie no. 1, Insomnia en Symfonie no. 2.
1992 was het jaar dat hij in Darmstadt op het Internationale Ferienkurse für Neue Musik composer-in-residence was.
In 1995 ging In De Zuchten Van Rameau in première. Dit stuk voor klavecimbel en rock-samples die op het podium door een gettoblaster klinken was aanleiding om nog meer ‘Boombox’ muziek, zoals hij het zelf betitelt, te componeren. Het bekendste boombox werk is Grab it! uit 2007.
Al snel groeide zijn populariteit en in 1998 was ter Veldhuis met circa 250 uitvoeringen per jaar een van de meest gespeelde componisten van Nederland. In 2001 werd er een vierdaags Jacob ter Veldhuis-festival georganiseerd door theater Lantaren/Venster in Rotterdam waar een groot aantal van zijn werken te horen was en waar Paradiso, een multimediaal oratorium, in première ging.
Door groeiende populariteit in de Verenigde Staten heeft hij zijn artiestennaam in JacobTV veranderd. Ten eerste omdat ter Veldhuis moeilijk uit te spreken is in het Engels, maar ten tweede is de naam is niet zonder betekenis. Zoals hij zelf zegt: “Het aardige is dat de naam JacobTV ook echt betekenis heeft. Ik laat me inspireren door de alledaagse werkelijkheid en de tv is daarbij een belangrijk medium.”
De groeiende populariteit van JacobTV in de VS blijkt uit het feit dat in 2007 in New York een driedaags festival getiteld Grab it! The music of JacobTV geheel aan zijn muziek werd gewijd. Datzelfde jaar kwam zijn drieluik cd/dvd productie uit. Box 1 getiteld Rainbow bevat zijn orkestrale werken, Box 2 Shining City zijn boombox werken en Box 3 Suites of Lux zijn werken voor strijkers.
Tegenwoordig staat er op JacobTVs' visitekaartje avant-popcomponist.

## Werk

### Algemeen
De instrumentatie van TVs' composities is divers: hij gebruikt zowel klassieke en elektronische instrumenten, soms ook in combinatie. Hij streeft ernaar vooral harmonische en welluidende muziek te maken die aangenaam is om te horen. Daarmee is hij, ondanks zijn vooruitstrevende middelen (zoals de gettoblaster), traditioneel in zijn opvattingen: zijn esthetisch ideaal is 'ouderwetse' schoonheid. Hij gebruikt nauwelijks dissonanten of nodeloos gecompliceerde technieken. In zijn composities wordt veelal gebruikgemaakt van spraakfragmenten (geïnspireerd door Steve Reich) met een dramatische inhoud, die hij onder meer uit televisieprogramma's zoals die van Jerry Springer, Ricki Lake en Oprah Winfrey haalt.
Zijn werk wordt gekenmerkt door de synthese van zeer diverse invloeden, waaronder klassiek, romantiek, jazz, rock en pop. Enkele categorieën, zoals het gebruik van dodecafonie en dissonantie wijst hij de dicto categorisch af. Hij wil af van het decadentisme, de lijdzaamheid en het pessimisme van de post-WOII generatie en zijn muziek "peperen met suiker". De facto zijn chromatiek, twaalftoonstechniek en dissonantie echter onmiskenbaar aanwezig in zijn werk en verwijst hij dermate vaak naar thema's "aan de zelfkant van de samenleving" dat enige twijfel aan de genuanceerdheid van zijn uitspraken niet ongerechtvaardigd is. Wellicht is het vooral het werk Paradiso waarmee hij deze ongenuanceerde kwalificaties heeft verworven. Zijn verdienste lijkt voornamelijk te liggen in zijn synthetiserende vermogen, waardoor hij hoge en lage cultuur met elkaar verenigt, klassieke muziek interessant kan maken voor liefhebbers van moderne muziek, en vice versa.
Ter Veldhuis' werk werd oorspronkelijk vooral begrepen als eigentijdse klassieke muziek, maar de laatste jaren richt hij zich steeds meer op de ontwikkeling van zijn boombox-repertoire als avant-popcomponist. Het onderscheid dat wordt gemaakt tussen Boombox-repertoire versus orkest- en kamermuziek is minder strikt dan het kan voorkomen: soms wordt orkest- en kamermuziek ondersteund door soundtracks en lopen beide genres zo in elkaar over.

### Boombox
De boomboxwerken maken een belangrijk deel uit van JacobTVs' oeuvre. In deze werken zet JacobTV tekstfragmenten uit de Amerikaanse media tegenover het geluid van traditionele muziekinstrumenten zoals bamboefluit of saxofoon. Deze instrumenten spelen mee met de melodie van de gesproken tekstfragmenten. Deze techniek was door Steve Reich in de jaren 80 al eens toegepast.
De boomboxwerken zijn uiterst programmatisch. De voortdurende herhaling van de tekstfragmenten centreert rond één thema. Zo bestaat het nummer The body of your dreams volledig uit stukjes reclame voor fitnessapparaten. Met dit stuk lijkt JacobTV spot te drijven met deze reclames door de voortdurende herhaling en de muzikale ondersteuning die de tekst bijzondere expressies geven.
De reden waarom JacobTV juist de Amerikaanse media gebruikt is volgens hem dat in de tijd waarin hij opgroeide de Amerikaanse cultuur kleur gaf aan de grijze samenleving in Europa na de oorlog. Daarnaast treft hij met zijn werk hierdoor een groter publiek omdat Engels de belangrijkste wereldtaal is.
De boomboxwerken zijn lastig te plaatsen in een bepaalde stroming of genre. JacobTV gebruikt allerlei verschillende technieken en compositorische middelen die in de afgelopen paar eeuwen ontwikkeld zijn, in zijn composities. Zijn werken zijn als een collage van allerlei verschillende muzikale invloeden en technieken. Er is wel één belangrijk en terugkerend element in zijn werk, namelijk herhaling.
JacobTV maakt gebruikt van massamedia in zijn werken, maar wendt zich duidelijk af van de mainstream popcultuur en ook van de Avant-Garde kunst. In plaats van een van deze uitersten te kiezen blijft JacobTV ergens tussenin als een Avant-Popcomponist.
Hij geeft deze werken grotendeels in eigen beheer, onder zijn eigen label met de veelzeggende naam Boombox, uit.

### Orkest- en kamermuziek
Verreweg het grootste deel van Ter Veldhuis' oeuvre bestaat uit kamermuziek en orkestwerken. Zo componeerde hij bijvoorbeeld toccata's, sonates, strijkkwartetten en symfonieën. Deze werken wordt meestal geclassificeerd als 'eigentijdse klassieke muziek'.
Zijn compositiestijl kan niet tot één reeds gedefinieerde stroming worden gerekend, maar is synthetiserend: hij gebruikt technieken uit allerlei stromingen, laat zich inspireren door componisten uit de gehele muziekgeschiedenis en is zeer internationaal georiënteerd. Zo zijn er bijvoorbeeld in zijn tweede strijkkwartet zowel technieken uit de Ars nova (Stimmtausch, fuga ad minimam) en uit het minimalisme aanwezig. Ter Veldhuis’ inventiviteit ligt niet zozeer in de ontdekking van nieuwe technieken, als wel de samenstelling van composities uit nieuwe combinaties van technieken.
Evenals in zijn Boombox-repertoire heeft Ter Veldhuis in zijn orkest- en kamermuziek een zeer liberaal idee van instrumentatie: veel van zijn werken heeft hij voor verschillende bezettingen getranscribeerd, of voor een behoorlijk vrije bezetting gecomponeerd (zowel qua soort en aantal instrumenten). Ook voegt hij vaak aan een klassieke orkestbezetting één of twee moderne instrumenten toe en maakt hij in zijn latere werken steeds meer gebruik van oosterse instrumenten.
Bijna al zijn werk is programmatisch. Zijn fantasievolle thematiek varieert van politiek geëngageerd (bijvoorbeeld Postnuclear Winterscenario), komisch (Fanfare voor een middeleeuwse stoomtrein) tot sprookjesachtig (De Bremer stadsmuzikanten, The Sultan and the Snake, Victory over the Sun). Hij maakt soms gebruik van bestaande poëzie, zoals het werk van Rilke, Plath en Lucebert.
De werken zijn merendeels uitgegeven door reguliere muziekuitgeverijen.

### Overzicht van composities[14]
| Titel                                                    | Instrumentatie                                                          | Jaar van uitgave |
| -------------------------------------------------------- | ----------------------------------------------------------------------- | ---------------- |
| de laatste os                                            | elektronisch                                                            | 1973             |
| zytron cyclus                                            | elektronisch                                                            | 1974             |
| versleten liedje                                         | bariton en ensemble                                                     | 1974             |
| passion                                                  | elektronisch                                                            | 1975             |
| movements motteballen                                    | opera, sopraan- en baritonsolo, 3 acteurs, koor (SAB) en groot ensemble | 1976             |
| 13 in 12                                                 | basklarinet solo, 3 fluiten, vibrafoon, contrabas                       | 1977             |
| pianoboek I                                              | piano                                                                   | 1979             |
| rainbow variations                                       |                                                                         | 1979             |
| orkestmuziek voor beginners                              | variabele instrumentatie, tussen 5 tot ongeveer 100 muzikanten          | 1980             |
| three poems by sylvia plath                              | gemengd koor en orgel                                                   | 1980             |
| symphony no.1                                            | percussie en orkest                                                     | 1981             |
| zwei rilke-lieder                                        | mannenkoor of twee tenoren en een bas                                   | 1983             |
| drahtgeflecht                                            | klarinetkwartet                                                         | 1984             |
| pas de deux                                              | ensemble                                                                | 1985             |
| insonnia                                                 | kwartet voor mezzo-sopraan, accordeon, basklarinet en percussie         | 1986             |
| sonata 'rifugio d'ucelli notturni'                       | cello en piano                                                          | 1986             |
| pianoboek II                                             | piano                                                                   | 1986             |
| symphony no.2                                            | synthesizer en orkest                                                   | 1986             |
| van grote en kleine vogels (drie gedichten van Lucebert) | sopraan en soundtrack                                                   | 1987             |
| intervallen                                              | 12 studies voor piano gebaseerd op 12 intervallen                       | 1988             |
| toccata                                                  | piano                                                                   | 1988             |
| diapason                                                 | twee gitaren                                                            | 1988             |
| de vertoning                                             | groot blazersensemble                                                   | 1989             |
| eastern desert western desert                            | twee gitaren                                                            | 1989             |
| trio                                                     | voor fluit, citer en gitaar                                             | 1990             |
| string quartet no.1 'versailles'                         |                                                                         | 1990             |
| troost de hysterische robot                              | drie aria's voor twee solisten en ensemble                              | 1990             |
| stemmingen                                               | accordeon                                                               | 1991             |
| postnuclear winterscenario no. 1                         | piano                                                                   | 1991             |
| triangolo                                                | drie percussionisten                                                    | 1991             |
| diverso il tempo                                         | cello en piano                                                          | 1991             |
| drei stille lieder                                       | lage stem en piano                                                      | 1991             |
| night - day                                              | basklarinet of fagot en accordeon                                       | 1992             |
| green drake                                              | fagot solo, accordeon, strijkkwarten, contrabas                         | 1992             |
| paradiso I                                               | gemengd koor                                                            | 1992             |
| tha laws of science                                      |                                                                         | 1992             |
| views from a dutch train                                 | twee accordeons                                                         | 1992             |
| 12 duo's                                                 | voor verschillende combinaties                                          | 1993             |
| concerto for piano and string orchestra                  | piano en strijkorkest                                                   | 1993             |
| barnegat bay                                             | basklarinet                                                             | 1993             |
| encanto del sol poniente                                 | sopraan en piano                                                        | 1994             |
| paradiso II                                              | bariton en ensemble                                                     | 1994             |
| postnuclear winterscenario no. 8                         | piano en 6-8 percussionisten                                            | 1994             |
| the laws of science II                                   | twee timpani solo en orkest                                             | 1994             |
| fanfare voor een middeleeuwse stoomtrein                 | orgel                                                                   | 1995             |
| sempre l'amor II                                         | gemengd koor                                                            | 1995             |
| de zuchten van rameau                                    | klavecimbel, soundtrack - afbeeldingen                                  | 1995             |
| the storm                                                | klavecimbel en soundtrack                                               | 1995             |
| string quartet no.3 'there must be some way out of here' |                                                                         | 1995             |
| where the heart is                                       | piano                                                                   | 1996             |
| the world in five parts                                  | voor een groot of klein ensemble ad libitum                             | 1996             |
| la lucerna del mondo                                     | orkest                                                                  | 1996             |
| animal mass                                              | vier zangers - gamelan                                                  | 1996             |
| string quartet no.2 'postnuclear winterscenario'         |                                                                         | 1996             |
| the sultan and the snake                                 | accordeon en melodie-instrumenten ad libitum                            | 1996             |
| cloud cuckooland                                         | sextet voor basklarinet, twee violen, twee celli, piano                 | 1996             |
| may this bliss never end                                 | tenor sax, piano, soundtrack                                            | 1996             |
| klinkers/klinkertjes                                     | verscheidene instrumenten                                               | 1997             |
| goldrush concerto                                        | percussie duo en orkest                                                 | 1997             |
| pitch black                                              | saxofoon kwartet & soundtrack                                           | 1998             |
| gulf war                                                 |                                                                         | 1998             |
| de bremer stadsmuzikanten                                | verscheidene instrumenten                                               | 1998             |
| van alle tijden en alle streken                          | opera; solo stemmen, koor en ensemble                                   | 1998             |
| tatatata                                                 | dubbele bas, altviool, cello of sax; en boombox                         | 1998             |
| postnuclear winterscenario no. 9                         | strijkorkest                                                            | 1998             |
| thirty-five mescals in cuautla                           | twee (elektrische) gitaren                                              | 1998             |
| cannibal mess                                            | gamelan (acht instrumentalisten)                                        | 1998             |
| jungle heart                                             | fluit en percussieduo                                                   | 1998             |
| lipstick                                                 | fluit/altfluit & soundtrack                                             | 1998             |
| nivea hair care styling mousse                           | piano trio                                                              | 1999             |
| bamboo music                                             | elf composities voor bamboefluiten in verscheidene combinaties          | 1999             |
| conspiracy                                               | tape                                                                    | 1999             |
| honky tonk blues                                         | piano                                                                   | 1999             |
| capriccio                                                | viool                                                                   | 1999             |
| off - on situation blues                                 | piano en boombox                                                        | 1999             |
| angel                                                    | accordeon                                                               | 1999             |
| victory over the sun                                     | koperblazersensemble en percussie                                       | 1999             |
| paradiso                                                 | video oratorio voor sopraan, tenor, sampler, vrouwenkoor en orkest      | 2000             |
| tallahatchie concerto                                    | altsaxofoon en kamerorkest                                              | 2001             |
| rainbow concerto                                         | cello en orkest                                                         | 2002             |
| the garden of love                                       | hobo of sopraansaxofoon & soundtrack                                    | 2002             |
| postnuclear winterscenario no.10                         | saxofoonkwartet                                                         | 2002             |
| string quartet no.4 'once'                               |                                                                         | 2002             |
| the shining city                                         | orgel, één tot vijf percussionisten & soundtrack                        | 2002             |
| de hanen                                                 | gemengd koor en soundtracks                                             | 2003             |
| billie                                                   | altsaxofoon en soundtracks                                              | 2003             |
| raga                                                     | Indiase viool, tablas en strijkers in diverse combinaties               | 2003             |
| jesus is coming                                          | saxofoon kwartet & soundtrack                                           | 2003             |
| suites of lux                                            | (elektrische) viool & soundtrack                                        | 2004             |
| cheese cake                                              | big band & soundtrack                                                   | 2004             |
| marilyn                                                  | kwartet en soundtrack: sopraan, elektrische viool, fluiten, percussie   | 2005             |
| the body of your dreams                                  | twee gitaren en boombox                                                 | 2005             |
| ...now...                                                | voor ruimtelijk symmetrisch orkest en sound track met video's           | 2005             |
| heartbreakers                                            | saxofoon kwartet, piano, bas, drums & soundtrack met video's            | 2006             |
| buku                                                     | altsaxofoon en soundtracks                                              | 2006             |
| pimps                                                    | voor bariton sax en soundtrack                                          | 2007             |
| believer                                                 | voor bariton sax en soundtrack                                          | 2007             |
| grab it!                                                 | voor saxofoon orkest (12) met drums & soundtrack                        | 2007             |
| Cordillera                                               | voor gitaar solo                                                        | 2017             |

## Receptie
In 1980 ontving Ter Veldhuis de Nederlandse Prijs voor Compositie. Zijn werk is uitgevoerd door onder meer het Koninklijk Concertgebouworkest, het Rotterdams Philharmonisch Orkest, het Russische Staats Academie Orkest, het Düsseldorf Symfoniker, het Nederlands Kamerkoor, het Aurelia Saxophone Quartet, het Prism Quartet, het New Century Quartet, het Ruysdael Quartet, de Electric Kompany, Branford Marsalis, James Galway, Arno Bornkamp, Claude Delangle, Margaret Lancaster, Andrew Russo, Kathy Supové, Kevin Gallagher, Evelyn Glennie en Lavinia Meijer. Verscheidene choreografen gebruikten zijn muziek, zoals Hans van Manen, Nanine Linning, Dominique Dumais en Annabelle Lopez Ochoa. Zijn muziek wordt inmiddels in 300 à 400 concerten per jaar over de hele wereld uitgevoerd.
Ter Veldhuis geniet wereldwijd steeds meer populariteit, ook in de VS, die zo vaak het onderwerp van zijn werk zijn. Het driedaagse minifestival in het Whitney Museum of American Art, een museum dat zich richt op kunst van hedendaagse Amerikaanse kunstenaars, werd geïnitieerd om een groot publiek met zijn werk kennis te laten maken.
Enkele citaten van critici:
- "Jacob Ter Veldhuis zou zomaar de beste componist waarvan je nog nooit hebt gehoord kunnen zijn."[6]
- "Zijn werk bezit een explosieve kracht en rauwe energie gecombineerd met een enorm virtuoos architecturaal ontwerp."[17]

Zijn werk Cities change the songs of birds, voor harp, boombox, jazzband en vergezeld van visuele effecten, uitgevoerd door harpiste Lavinia Meijer en de JacobTV band, werd betiteld als 'subtiel melancholisch makend met frontale duizelingwekkendheid' en 'een feest voor de oren en ogen en een hoop voedsel voor de geest.' Maar het werk riep ook weerstand op. In de zomer van 2008 veroorzaakte het een oproer in de harpwereld. Een bezoeker van het forum van Harpcolumn.com verweet Ter Veldhuis 'muzikaal terrorisme'. Het stuk zou haat tegenover Amerikanen oproepen, door het benadrukken van de uitwassen van de Amerikaanse maatschappij, en de harp in een kwaad daglicht stellen.
Aan hem is de Buma Classical Award 2015 toegekend.

## Citaten
- "Ik peper mijn muziek met suiker."
- "Mijn werk is een soort sociale observatie. Nee, meer dan dat. Het is ook een commentaar op de werkelijkheid."
- "Zodra je muziek gaat bedenken krijg je bedenkelijke producten."
- "Muziek moet lekker klinken."
- "Muziek gaat over gevoelens die zich niet laten systematiseren."
- "Ik ben altijd heel nieuwsgierig geweest naar de zelfkant van het bestaan, dat deel van de maatschappij dat wij proberen weg te poetsen."

- Bibsys: 2004583
- Bibliothèque nationale de France: cb16262411t (data)
- CiNii: DA15787831
- Gemeinsame Normdatei: 134915356
- International Standard Name Identifier: 0000 0003 6043 740X
- Library of Congress Control Number: n92013863
- MusicBrainz: d2e77297-66bc-4956-bb79-30c3aaee15d1
- Nationale Bibliotheek van Israël: 987007348136105171
- Nederlandse Thesaurus van Auteursnamen: 069239576
- Système universitaire de documentation: 158164431
- Virtual International Authority File: 223782650
- WorldCat: E39PBJjmWbtXcq3DgYT9bpm8G3